# Oriopsis brevicollaris
Oriopsis brevicollaris é uma espécie de anelídeo pertencente à família Sabellidae.
A autoridade científica da espécie é Rouse, tendo sido descrita no ano de 1990.
Trata-se de uma espécie presente no território português, incluindo a sua zona económica exclusiva.